# ウィズアプルーヴァル
ウィズアプルーヴァル (With Approval) とはカナダで生産された競走馬、およびランウェイズスタッドで繋養されていた種牡馬である。競走馬時代の1989年にカナダ三冠競走をすべて制し、同年のソヴリン賞年度代表馬とソヴリン賞最優秀3歳牡馬を受賞した。半弟にタッチゴールド、いとこに自身の翌年にカナダ三冠競走をすべて制したイズヴェスティアがいる。

## 経歴

### 競走馬時代
1988年（2歳）
10月に競走馬デビュー戦を迎え、デビュー戦で初勝利を挙げ、続く準重賞も制して2戦2勝で2歳戦を終えた。
1989年（3歳）
一般競走を2戦1勝した後に渡米し、重賞競走初挑戦となったタンパベイダービー（G3）で2着となり、G1競走初挑戦となったフラミンゴステークスでは6着だった。帰国後は初戦のクイーンストンステークスこそ2着だったものの、続くマリーンステークス（国内G2）とプレートトライアルステークス（国内G2）を制した。その後はカナダクラシック競走（すべて国内G1）に挑戦し、初戦のクイーンズプレート、2戦目のプリンスオブウェールズステークス、3戦目のブリーダーズステークスをすべて制し、史上8頭目のカナダ三冠馬となった。
1990年（4歳）
3月に実戦復帰し、一般競走を2戦して1勝した後は前年に続き渡米し、ピムリコスペシャルハンデキャップに出走したが9着だった。1戦で走っただけで一旦帰国し、帰国後初戦のコノートCステークス（国内G3）を制し、再度渡米した。ベルモントパーク競馬場を拠点とし、6月にボーリンググリーンハンデキャップ（G2）、7月にタイダルハンデキャップ（G2）を制したがソードダンサーインビテーショナルハンデキャップではエルセニョールに敗れて2着だった。その後一旦帰国して一般競走を制して再び渡米し、アーリントンミリオンでは同い年で同じくカロ産駒のゴールデンフェザントに敗れて2着、ターフクラシック招待ステークスではカコイーシーズに敗れて3着、ブリーダーズカップターフではインザウイングスに敗れて2着となり、この年限りで競走馬を引退した。

### 種牡馬時代
5歳時の1991年からアメリカ合衆国にあるブルックデールファームで種牡馬入りし、2005年の繁殖シーズン後にはイギリスへ輸出され、2006年からはランウェイズスタッドで繋養される。2010年6月21日に死亡した。
ブルックデールファームで15年も繋養されていたことから産駒は北米を中心に活躍している。
日本にも外国産馬として産駒が輸入されており、1994年に持込馬のウエスタンドリームが産駒の中央競馬初勝利を記録している。1998年にはエイシンキャメロンがデイリー杯3歳ステークスを制して産駒が日本の重賞競走で初勝利を挙げるなど、数は少ないが重賞馬を輩出している。
産駒のトーキンマン、ラスティングアプルーヴァル、エイシンキャメロンなどは後継種牡馬となっており、トーキンマンはベタートークナウ、ラスティングアプルーヴァルはハニーライダーといったG1馬を輩出している。

## 主な産駒
- 1992年産
  - Talkin Man / トーキンマン（1994年コロネーションフューチュリティ、種牡馬）
  - With Care / ウィズケア（1994年ナタルマステークス）
  - ウエスタンドリーム（1995年フローラステークス）
- 1994年産
  - Lasting Approval / ラスティングアプルーヴァル（1997年オークツリーダービー、1998年メイカーズマイルステークス、種牡馬）
- 1996年産
  - エイシンキャメロン（1998年デイリー杯3歳ステークス、1999年アーリントンカップ、種牡馬）
- 1997年産
  - マルターズスパーブ（2000年フラワーカップ）

## 血統表
| ウィズアプルーヴァルの血統フォルティノ系／Nearco 5×5=6.25% | ウィズアプルーヴァルの血統フォルティノ系／Nearco 5×5=6.25% | ウィズアプルーヴァルの血統フォルティノ系／Nearco 5×5=6.25% | （血統表の出典）  | （血統表の出典） |
| 父 Caro 1967 芦毛                                          | 父の父*フォルティノ 1959 芦毛                              | Grey Sovereign                                             | Nasrullah         | Nasrullah        |
| 父 Caro 1967 芦毛                                          | 父の父*フォルティノ 1959 芦毛                              | Grey Sovereign                                             | Kong              |                  |
| 父 Caro 1967 芦毛                                          | 父の父*フォルティノ 1959 芦毛                              | Ranavelo                                                   | Relic             | Relic            |
| 父 Caro 1967 芦毛                                          | 父の父*フォルティノ 1959 芦毛                              | Ranavelo                                                   | Navarra           |                  |
| 父 Caro 1967 芦毛                                          | 父の母Chambord 1955 栗毛                                   | Chamossaire                                                | Precipitation     | Precipitation    |
| 父 Caro 1967 芦毛                                          | 父の母Chambord 1955 栗毛                                   | Chamossaire                                                | Snowberry         |                  |
| 父 Caro 1967 芦毛                                          | 父の母Chambord 1955 栗毛                                   | Life Hill                                                  | Solario           | Solario          |
| 父 Caro 1967 芦毛                                          | 父の母Chambord 1955 栗毛                                   | Life Hill                                                  | Lady of the Snows |                  |
| 母 Passing Mood 1978 栗毛                                  | 母の父Buckpasser 1963 鹿毛                                 | Tom Fool                                                   | Menow             | Menow            |
| 母 Passing Mood 1978 栗毛                                  | 母の父Buckpasser 1963 鹿毛                                 | Tom Fool                                                   | Gaga              |                  |
| 母 Passing Mood 1978 栗毛                                  | 母の父Buckpasser 1963 鹿毛                                 | Busanda                                                    | War Admiral       | War Admiral      |
| 母 Passing Mood 1978 栗毛                                  | 母の父Buckpasser 1963 鹿毛                                 | Busanda                                                    | Businesslike      |                  |
| 母 Passing Mood 1978 栗毛                                  | 母の母Cool Mood 1966 栗毛                                  | Northern Dancer                                            | Nearctic          | Nearctic         |
| 母 Passing Mood 1978 栗毛                                  | 母の母Cool Mood 1966 栗毛                                  | Northern Dancer                                            | Natalma           |                  |
| 母 Passing Mood 1978 栗毛                                  | 母の母Cool Mood 1966 栗毛                                  | Happy Mood                                                 | Mahmoud           | Mahmoud          |
| 母 Passing Mood 1978 栗毛                                  | 母の母Cool Mood 1966 栗毛                                  | Happy Mood                                                 | La Reigh F-No.2-n |                  |